# جيني وايس باور
جيني وايس باور (بالأيرلندية: Siobhán Bean an Phaoraigh) اسمها قبل الزواج أوتول، من مواليد 1 مايو 1858 – 5 يناير 1941) ناشطة نسوية وسياسية وسيدة أعمال أيرلندية. وهي تُعتبر عضوًا مؤسِّسا في حزب الشين فين (حزب سياسي أيرلندي) وأيضًا في إنغينيدهي نا هيريان (منظمة نسوية قومية راديكالية). اعتُرف بها بأنها واحدة من أهم النساء في الثورة الأيرلندية. وباعتبارها رئيسة مجلس المرأة، تخلّت عن الحزب الراديكالي لتُشكل منظمة جديدة تدعى كومان نا ساويرس (منظمة الحرية)، وشغلت العديد من المناصب الكبرى في لجنة دايل في أثناء الولاية الحرة.

## فترة الثورة الأيرلندية
لم تُرشَّح وايس باور للانتخابات العامة عام 1918، ولكنها قامت مع أعضاء آخرين من منظمة الحرية بحملة ناجحة لصالح ماركيفيتش، مرشح عن حزب الشين فين في دبلن، سانت باتريك. في عام 1919، عُينت وايس باور لمنصب أمين صندوق حزب الشين فين. وقد انتُخبت في وقت لاحق لتشكل واحدة من الأعضاء الخمسة من النساء في مجلس مدينة دبلن عام 1920 عن مدينة إنز كواي، مقاطعة روتوندا، على الرغم من أنها واجهت بعض الصعوبات في شغل مقعدها عندما رفض كاتب العدل في البداية السماح لها بالتوقيع باللغة الأيرلندية. طوال معظم النصف الأخير من عام 1919، اتخذّت من مطعمها في شارع هنري، دبلن مقرًا للمتطوعين الأيرلنديين. في يونيو عام 1920، كانت وايس باور من أحد أعضاء لجنة دايل الجديدة التي أُنشئت بهدف التغلب على الصعوبات المالية التي تواجهها الحكومة المحلية. وقد اختارها الرئيس كولينز للمشاركة ضمن شبكات التجسس واسعة النطاق في جميع أنحاء أيرلندا وخارجها. بحلول نهاية عام 1921 كانت وايس باور مقتنعة بأن دعم المعاهدة يعني الحاجة إلى التخلي عن منظمة كومان نا بان لتشكيل منظمة منفصلة أخرى، وقالت في ذلك: «إنه لمن المؤسف أنه بالرغم من القوة الرائعة التي يمتلكها مجلس المرأة كان ينبغي أن يكون أول هيئة حكومية تُطرد من البرلمان الوطني، من ثم وضع سياسات خاصة أسفرت عن نتائج مأساوية. وكان لهذا القرار أثرٌ آخر يتمثل في الحدّ من عمل منظمة كومان نا بان في مجال العمل العسكري البحت».
وقد دعمت وايس أيضًا جهود بارنيل لتحقيق حكم محلي وأيَّدت مشروع قانون الحكم المحلي لعام 1912. ولذلك كان من الطبيعي لها أن تؤيّد المعاهدة الأنجلو أيرلندية، على الرغم من أنها كانت واحدة من النساء الوطنيات القلائل المتقدمات للقيام بذلك إلى جانب حفاظها على علاقات وصداقات من جانب مناهضي المعاهدة. إلى جانب نساء أخريات من أنصار المعاهدة، ساعدت وايس باور في إنشاء منظمة الحرية، جمعية الحرية لتحُلّ محل منظمة كومان نا بان في مارس عام 1922. عُيِّنت وايس باور في الدولة الأيرلندية الحُرة عضوًا عن الشعوب الغالية في ديسمبر عام 1922 من قِبَل رئيس المجلس التنفيذي دبليو. تي. غوسغريف. كانت واحدة من أربعة نساء انتُخِبن في المجلس المحلي عام 1922. في أثناء الحرب الأهلية الأيرلندية، كانت ممتلكات أعضاء مجلس الشيوخ في الدولة الحرة كثيرًا ما تتعرَّض للهجوم من قِبَل أنصار الحزب الجمهوري المناهضين للمعاهدة. وفي 10 ديسمبر عام 1922، تعرَّضت الممتلكات التابعة لوايس باور في شارع كامدن للقصف ما أدى إلى حدوث أضرار كبيرة. في ديسمبر عام 1922، قدّمت شكوى ضد ماري ماكسويني وغيرها بسبب «الصراحة الفائقة في الانتقادات»؛ ما سبَّب عائقًا بالنسبة لباور والعديد من أنصار المعاهدة. في عام 1922، عارض كل من وايس باور والعقيد موريس جورج مور تعيين اللورد غلينافي لمنصب المتحدث الرسمي لأنه منتمٍ إلى أنصار الحزب الاتحادي.
كان آخر اجتماع حضرته لمنظمة الحرية في 1 ديسمبر عام 1925.